# Saison 1936-1937 de l'AS Saint-Étienne
Chronologie
Saison précédente Saison suivante
Cet article traite de la saison 1936-1937 de l'AS Saint-Étienne.
Quatrième saison de l'ASSE en deuxième division. L'ASSE joue également en Coupe de France.

## Résumé de la saison
- Cette saison est marquée par le maître mot stabilité sur lequel la direction compte à présent s'appuyer. En effet, pour cette quatrième saison en deuxième division l'ASSE ne connaît pas de grands changements dans son effectif.
- Photo de l'équipe

## Équipe professionnelle

### Transferts
| Nom             | Nationalité | Poste     | Transfert            | Provenance/Destination          | Division        |
| --------------- | ----------- | --------- | -------------------- | ------------------------------- | --------------- |
| Arrivées        |             |           |                      |                                 |                 |
| Istvan Lukacs   |             | Attaquant | Transfert            | Lille OSC                       | Division 1      |
| Marcel Veyre    |             | Gardien   | -                    | -                               |                 |
| Louis Collet    |             | Gardien   | -                    | -                               |                 |
| René Denis      |             | Gardien   | -                    | -                               |                 |
| Marcel Joumard  |             | Milieu    | -                    | -                               |                 |
| Joseph Rich I   |             | Attaquant | -                    | -                               |                 |
| Départs         |             |           |                      |                                 |                 |
| Maurice Caron   |             | Défenseur | Transfert            | CA Paris                        | Division 1      |
| Roger Buchoux   |             | Milieu    | Transfert            | Servette Genève                 | Ligue nationale |
| Harold Rivers   |             | Milieu    | Transfert            | Arras                           | Division 2      |
| Pierre Bouquet  |             | Gardien   | Transfert            | CO Saint-Chamond                |                 |
| Istvan Lukacs   |             | Attaquant | Transfert (novembre) | Football Club La Chaux-de-Fonds | Ligue nationale |
| André Carabeuf  |             | Milieu    |                      |                                 |                 |
| Robert Varinier |             | Attaquant |                      |                                 |                 |
| André Boutet    |             | Défenseur |                      |                                 |                 |
| Albert Polge    |             | Attaquant |                      |                                 |                 |

### Championnat

#### Matchs aller
| Date       | N o | Adversaire            | Lieu | Résultat | Buteurs pour Saint-Étienne                     | Points |
| ---------- | --- | --------------------- | ---- | -------- | ---------------------------------------------- | ------ |
| 30/08/1936 | J01 | AS Troyes             | Ext. | 1 - 3    | Joumard , Beck                                 | 2      |
| 13/09/1936 | J02 | Alès                  | Dom. | 2 - 1    | Beck 18e 23e                                   | 4      |
| 20/09/1936 | J03 | SM Caen               | Ext. | 1 - 0    | -                                              | 4      |
| 27/09/1936 | J04 | US Valenciennes-Anzin | Dom. | 5 - 6    | Luckas , Pasquini , Cabannes                   | 4      |
| 04/10/1936 | J05 | Le Havre AC           | Dom. | 5 - 2    | Pasquini , Beck 3e 38e 83e, Tax                | 6      |
| 11/10/1936 | J06 | RC Lens               | Ext. | 2 - 0    | -                                              | 6      |
| 18/10/1936 | J07 | OGC Nice              | Dom. | 1 - 0    | Luckacs 40e                                    | 8      |
| 25/10/1936 | J08 | US Boulogne           | Ext. | 2 - 1    | Langillier                                     | 8      |
| 01/11/1936 | J09 | CA Paris              | Dom. | 5 - 2    | Beck 25e, Cabannes 50e , Pasquini 80e, Tax 89e | 10     |
| 08/11/1936 | J10 | Amiens AC             | Ext. | 2 - 1    | Langillier                                     | 10     |
| 22/11/1936 | J11 | Reims                 | Dom. | 8 - 3    | Beck , Cabannes 25e 37e , Pasquini 35e , Tax   | 12     |
| 06/12/1936 | J12 | FCO Charleville       | Ext. | 2 - 1    | Langillier                                     | 12     |
| 13/12/1936 | J13 | FC Nancy              | Ext. | 1 - 5    | Beck 22e, Pasquini , Cabannes , inconnu -      | 14     |
| 25/12/1936 | J14 | SO Montpellier        | Dom. | 5 - 1    | Beck 10e, Tax , Pasquini , Cabannes 89e        | 16     |
| 27/12/1936 | J15 | USL Dunkerque         | Dom. | 2 - 1    | Rich 40e 60e                                   | 18     |
| 01/01/1937 | J16 | RC Calais             | Ext. | 2 - 0    | -                                              | 18     |

#### Matchs retour
| Date       | N o | Adversaire            | Lieu | Résultat | Buteurs pour Saint-Étienne                            | Points |
| ---------- | --- | --------------------- | ---- | -------- | ----------------------------------------------------- | ------ |
| 10/01/1937 | J17 | AS Troyes             | Dom. | 3 - 0    | Rich , Beck , Cabannes                                | 20     |
| 24/01/1937 | J18 | Alès                  | Ext. | 2 - 1    | Tax                                                   | 20     |
| 31/01/1937 | J19 | SM Caen               | Dom. | 9 - 2    | Langillier , Beck , Pasquini , Lopez -                | 22     |
| 14/02/1937 | J20 | US Valenciennes-Anzin | Ext. | 1 – 1    | Langillier 52e                                        | 23     |
| 21/02/1937 | J21 | RC Calais             | Dom. | 6 - 0    | Rich 28e, Tax , Cabannes                              | 25     |
| 28/02/1937 | J22 | RC Lens               | Dom. | 7 - 1    | Beck 26e 46e 64e, Cabannes 61e, Langillier , Pasquini | 27     |
| 07/03/1937 | J23 | Le Havre AC           | Ext. | 1 – 1    | Beck                                                  | 28     |
| 14/03/1937 | J24 | OGC Nice              | Ext. | 2 - 1    | Tax 85e (pen.)                                        | 28     |
| 28/03/1937 | J25 | US Boulogne           | Dom. | 3 - 2    | Langillier 12e, Tax 75e, Rich I                       | 30     |
| 03/04/1937 | J26 | CA Paris              | Ext. | 0 - 5    | Cabannes 30e, Tax 44e, Langillier 46e, Beck 55e 90e   | 32     |
| 18/04/1937 | J27 | Reims                 | Ext. | 3 - 1    | Pasquini                                              | 32     |
| 25/04/1937 | J28 | FC Nancy              | Dom. | 4 - 0    | Beck , Tax , inconnu -                                | 34     |
| 02/05/1937 | J29 | FCO Charleville       | Dom. | 3 - 0    | Pasquini , Beck , Cabannes                            | 36     |
| 09/05/1937 | J30 | SO Montpellier        | Ext. | 3 - 4    | Beck , Tax , Odry , Pasquini                          | 38     |
| 16/05/1937 | J31 | USL Dunkerque         | Ext. | 3 - 2    | Pasquini , Tax                                        | 38     |
| 23/05/1937 | J32 | Amiens AC             | Dom. | 3 - 1    | Langillier , Beck , Tax                               | 40     |

#### Classement
| #  | Club                  | Joués | V  | N  | D  | bp:bc | +/- | Points |
| -- | --------------------- | ----- | -- | -- | -- | ----- | --- | ------ |
| 1  | RC Lens               | 32    | 23 | 4  | 5  | 86-46 | +40 | 50     |
| 2  | US Valenciennes-Anzin | 32    | 18 | 9  | 5  | 72-53 | +19 | 45     |
| 3  | AS Saint-Étienne      | 32    | 19 | 2  | 11 | 98-50 | +48 | 40     |
| 4  | Le Havre AC           | 32    | 14 | 8  | 10 | 68-50 | +18 | 36     |
| 5  | OGC Nice              | 32    | 15 | 5  | 12 | 52-41 | +11 | 35     |
| 6  | FCO Charleville       | 32    | 16 | 5  | 12 | 47-50 | +3  | 35     |
| 7  | US Boulogne           | 32    | 14 | 4  | 14 | 54-49 | +5  | 32     |
| 8  | SM Caen               | 32    | 12 | 7  | 13 | 44-53 | -9  | 31     |
| 9  | Olympique Alès        | 32    | 11 | 8  | 13 | 49-51 | -2  | 30     |
| 10 | Amiens AC             | 32    | 8  | 14 | 10 | 48-56 | -8  | 30     |
| 11 | AS Troyes             | 32    | 13 | 4  | 15 | 54-63 | -9  | 30     |
| 12 | USL Dunkerque         | 32    | 11 | 7  | 14 | 59-63 | -4  | 29     |
| 13 | SO Montpellier        | 32    | 11 | 6  | 15 | 58-55 | -3  | 28     |
| 14 | CA Paris              | 32    | 10 | 6  | 16 | 41-62 | -21 | 26     |
| 15 | FC Nancy              | 32    | 9  | 6  | 17 | 44-64 | -20 | 24     |
| 16 | Stade de Reims        | 32    | 8  | 7  | 17 | 46-66 | -20 | 23     |
| 17 | Calais RUFC           | 32    | 9  | 2  | 21 | 42-90 | -48 | 20     |

# position ; V victoires ; N match nuls ; D défaites ; bp:bc buts pour et buts contre
 Victoire à 2 points

### Coupe de France

#### Tableau récapitulatif des matchs
| Date       | N o   | Adversaire      | Lieu      | Résultat | Buteurs pour Saint-Étienne         | Suite                    |
| ---------- | ----- | --------------- | --------- | -------- | ---------------------------------- | ------------------------ |
| 20/12/1936 | 1/32e | Néris-les-Bains | Montluçon | 7 - 0    | Beck , Tax , Langillier , Pasquini | Qualifiés pour les 1/16e |
| 17/01/1937 | 1/16e | Reims           | Dijon     | 2 - 1    | Langillier                         | Éliminés                 |

## Statistiques

### Statistiques buteurs
| Place | Nom              | Division 2 | Coupe de France | TOTAL des BUTS |
| 1     | Yvan Beck        | 28 buts    | 3 buts          | 31 buts        |
| 2     | Ignace Tax       | 15 buts    | 2 buts          | 17 buts        |
| 3     | Émile Cabannes   | 15 buts    | -               | 15 buts        |
| 3     | Roger Pasquini   | 14 buts    | 1 but           | 15 buts        |
| 5     | Marcel Langiller | 11 buts    | 2 buts          | 13 buts        |
| 6     | Joseph Rich      | 5 buts     | -               | 5 buts         |
| 7     | Istvan Lukacs    | 4 buts     | -               | 4 buts         |
| 8     | Marcel Joumard   | 1 but      | -               | 1 but          |
| 8     | Ferenc Odry      | 1 but      | -               | 1 but          |
| #     | contre son camp  | 3 buts     | -               | 3 buts         |
| Total | 9 buteurs        | 94 buts    | 8 buts          | 103 buts       |

Date de mise à jour : le 3 septembre 2014.